# A kertész titka
A kertész titka (eredeti cím: Rosemari) egy 2016-os norvég-dán-német filmdráma. A filmet Sara Johnsen rendezte saját forgatókönyve alapján, a zenét Nikolaj Torp Larsen. Az eredeti címben szereplő Rosemari-t Ruby Dagnall alakítja, további szerepekben megtalálható még többek közt Tuva Novotny, Laila Goody és Kristian Fjord. 
Norvégiában 2016. szeptember 9-én, Németországban 2017. május 25-én, Magyarországon pedig 2017. június 8-án mutatták be. A filmet hazánkban magyar felirattal vetítették, szinkron jelenleg nem készült hozzá.

## Cselekmény
Unn Tove francia újságírónő az esküvői vacsoráján egy újszülöttet talál a női mosdóban. A nő le is adja őt a gyámhatóságnak, ám 16 év múlva a felcseperedett lány, Rosemari ismét feltűnik, hogy az újságíró segítségét kérje. Ketten együtt elindulnak, hogy megtalálják Rosemari biológiai szüleit, útjuk pedig egy exbokszoló és pornófilmproducer férfihez vezetnek.

## Szereplők
| Szereplő           | Színész             |
| ------------------ | ------------------- |
| Rosemari           | Ruby Dagnall        |
| Unn Tove           | Tuva Novotny        |
| Hilde              | Laila Goody         |
| Jim                | Kristian Fjord      |
| Klaus Dreyer       | Tommy Kenter        |
| Mikkel             | Emil Johnsen        |
| Benjamin Magnussen | Christian Skibinski |
| Harald             | Bo Hårdell          |